# 辻野隼大
辻野 隼大（つじの はやた、2002年12月25日 - ）は、ジャパンラグビーリーグワンのコベルコ神戸スティーラーズに所属するラグビーユニオン選手。

## 来歴
大阪市立長吉西中学校で中1からラグビーを始める。中3の時、大阪府中学校代表として、第23回全国ジュニア・ラグビーフットボール大会で優勝する。
2018年、京都成章高等学校に入学。高1から公式戦に出場し、花園（全国高等学校ラグビーフットボール大会）に3年連続出場を果たした。高3の時に共同主将を務め、花園で準優勝となった。
京都産業大学に入る。
大学2年時、関西大学リーグ戦は控えからの出場だったが、大学選手権（全国大学ラグビーフットボール選手権大会）では先発15番で準々決勝、準決勝をフル出場し、ベスト4となった。3年時では、10番や15番で出場し、大学選手権も含めて全試合に先発出場した。2023年度関西大学Aリーグの「ベスト15」にも選出された。
4年時には共同主将に就任し、リーグ戦では主にセンターで出場、大学選手権ではフルバックで出場。チームは4年連続の準決勝敗退（ベスト4）となった。
2025年1月24日、ジャパンラグビーリーグワンのコベルコ神戸スティーラーズへ、アーリーエントリーでの入団を発表した。同年3月、京都産業大学卒業。同年7月、マナワツ・ターボスに派遣された。